# Кейптаунский филармонический оркестр
Кейптаунский филармонический оркестр (англ. Cape Town Philharmonic Orchestra) — южноафриканский симфонический оркестр, базирующийся в Кейптауне. Основан в 1914 году как Кейптаунский муниципальный оркестр (англ. Cape Town Municipal Orchestra), с 1969 г. Кейптаунский симфонический оркестр, с 1997 года под нынешним названием.

## История оркестра
Инициатива учреждения оркестра в Кейптауне принадлежала предпринимателю Уолтеру Маршаллу (Walter Marshall; 1867—1949), который в 1910 г. внёс соответствующее предложение в городской совет. Городской совет рассматривал вопрос в течение трёх лет, однако в конце концов успех устраивавшихся в городе любительских концертов и особенно триумфальное гастрольное выступление Игнаца Падеревского убедили городское руководство в том, что такой музыкальный коллектив будет востребован публикой. 14 августа 1913 года решение об учреждении оркестра было принято. В декабре был назначен первый музыкальный руководитель Тео Вендт, в течение января наняты 30 оркестрантов во главе с концертмейстером Элли Марксом (Ellie Marx; 1874—1955), учеником Эжена Изаи. 28 февраля 1914 года оркестр дал свой первый концерт, в программе которого первому отделению с Неоконченной симфонией Франца Шуберта, увертюрой к «Нюрнбергским мейстерзингерам» Рихарда Вагнера и «Валлийской рапсодией» Эдварда Джермана было противопоставлено второе с лёгкими пьесами Отто Николаи, Армаса Ярнефельта, Эмиля Вальдтейфеля и др. Для повышения слушательской подготовки основу первого сезона составили лекции-концерты, посвящённые всем симфониям Людвига ван Бетховена. Уже летом 1914 года оркестр совершил гастрольную поездку по городам Южной Африки, завершив турне в Дурбане, откуда оркестрантам с трудом удалось вернуться в Кейптаун, поскольку из-за начала Первой мировой войны поезда были реквизированы для перевозки войск.
24 сентября 1924 года оркестр впервые выступил по радио. В 1925 году была совершена гастрольная поездка в Великобританию. В 1930 году Кейптаунский оркестр впервые участвовал в осуществлённой в городе оперной постановке («Дон Паскуале» Гаэтано Доницетти). В январе 1931 года за пульт оркестра впервые встал авторитетный приглашённый дирижёр — сэр Генри Вуд, в 1932 г. в качестве солиста с оркестром выступил Яша Хейфец. В 1934 году оркестр сопровождал южноафриканские гастрольные выступления Русского балета. После того, как преследовавшие оркестр на протяжении первых 40 лет его существования финансовые трудности были в целом преодолены, с середины 1950-х гг. сотрудничать с ним в ходе южноафриканских выступлений стали многие выдающиеся музыканты, в том числе Игорь Стравинский.
1965 год ознаменовался для оркестра введением режима сегрегации: несмотря на длившееся несколько месяцев сопротивление городского совета Кейптауна, правительство ЮАР всё же обязало оркестр рассаживать слушателей разной расовой принадлежности в разных частях зала. В 1969 году численность оркестрантов была увеличена с 45 до 72 человек. В 1971 году менеджмент оркестра принял решение упразднить пост главного дирижёра и приглашать для дирижирования различных специалистов сроком до трёх месяцев — среди них были Карло Цекки, Менди Родан, Луи Фремо, Владимир Ашкенази, Гаэтано Делогу, Юбер Судан, Самуил Фридман, Элиякум Шапира; Фремо в 1984 году был объявлен дирижёром-лауреатом. Режим международного бойкота ЮАР заметно осложнил приглашение зарубежных дирижёров и исполнителей. Тем не менее, в 1988 г. оркестр впервые за 64 года отправился на заокеанские гастроли на Тайвань.
В 1997 году Кейптаунский симфонический оркестр был объединён с оркестром Капского совета по делам искусств (англ. Cape Performing Arts Board Orchestra), основанным в 1971 году для сопровождения оперных и балетных постановок.

## Руководители оркестра
- Тео Вендт (1914—1924)
- Лесли Хьюард (1924—1927)
- Уильям Пикерил (1927—1946)
- Энрике Хорда (1948—1953)
- Эдвард Данн (1954—1955)
- Хьюго Ригнолд (1956—1957, приглашённый дирижёр)
- Дэвид Тидболд (1960—1965)
- Георг Тинтнер (1966—1967)
- Дерек Хадсон (1967—1971)
- Омри Хадари (1989—1993, главный приглашённый дирижёр с 1987 г.)